# Vigo da Dinamarca
Vigo Cristóvão Adolfo Jorge (Copenhague, 25 de dezembro de 1893 – Copenhague, 4 de janeiro de 1970), foi um Príncipe da Dinamarca, filho mais novo do príncipe Valdemar da Dinamarca e de sua esposa, a princesa Maria de Orléans. Era o neto mais novo do rei Cristiano IX da Dinamarca.